# Městský hřbitov v Rakovníku
Městský hřbitov v Rakovníku je hlavní městský hřbitov v Rakovníku, v městské části Rakovník II. Nachází se na jihozápadní části města, u Sixtova náměstí. 

## Historie

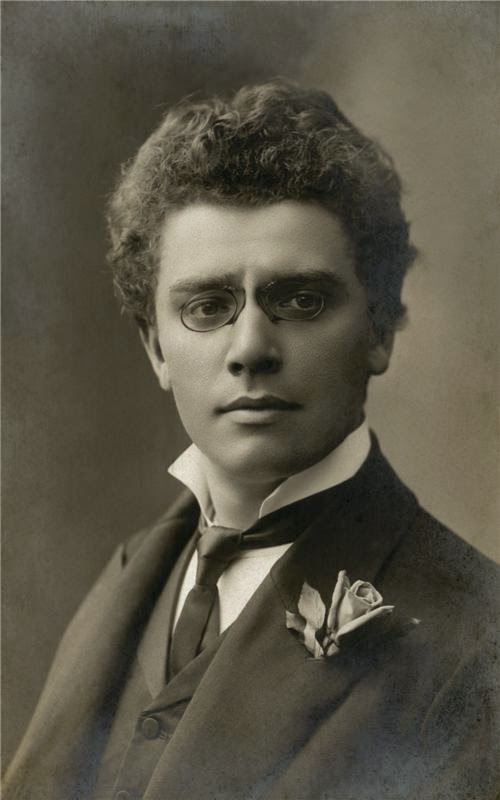
Emil Burian (1876–1926), operní pěvec pohřbený na rakovnickém městském hřbitově

### Vznik
První hřbitov vznikl v roce 1575 okolo pozdně gotického kostela Nejsvětější Trojice dokončeného roku 1588. O deset let později v roce 1585 byl italským mistrem Valentinem budován menší hřbitovní kostel dokončený v roce 1588. Současně s těmito stavbami vznikla též dřevěná zvonice. Poté, co se v rostoucím městě přestalo pohřbívat u kostelů v centru města, sloužilo pohřebiště jako hlavní městský hřbitov, areál byl několikrát rozšiřován. Židé z Rakovníku okolí byli pohřbíváni na místním židovském hřbitově. 
V letech 1931 až 1932 vznikl na pozemku naproti hřbitova v ulici Kokrdovská vystaven urnový háj podle návrhu Františka Alberta Libry v modernistickém stylu. 
Podél zdí areálu hřbitova je umístěna řada hrobek významných obyvatel města, pohřbeni jsou na hřbitově i vojáci a legionáři bojující v první a druhé světové válce. 

### Po roce 1945
S odchodem téměř veškerého německého obyvatelstva města v rámci odsunu sudetských Němců z Československa ve druhé polovině 40. let 20. století zůstala řada hrobů německých rodin opuštěna a bez údržby.
V Rakovníku se nenachází krematorium, ostatky zemřelých jsou zpopelňovány povětšinou v krematoriu v Kladně či Mělníku.

## Osobnosti pohřbené na tomto hřbitově
- Emil Burian (1876–1926) a Karel Burian (1870–1924) – bratři, operní pěvci (autorem hrobky František Albert Libra)
- František Otta (1848–1939) – majitel firmy Rakona a mecenáš
- Amálie Vojtová (1866–1893) – divadelní herečka
- Hanuš Zápal (1885–1964) – funkcionalistický architekt
- Josef Král (malíř) (1877-1914) - český malíř, krajinář
- Miroslav Pangrác (1924-2012) - sochař, malíř, čestný občan města Rakovník
- Bohumír Černohorský (1903-1942) - československý voják, protinacistický odbojář, příslušník vedení Obrany národa, zavražděn v KT Mauthausenu (symbolický hrob)[3]